# Vållande till annans död
Vållande till annans död eller dödsvållande är ett brott som innebär att man av oaktsamhet varit orsak till en annan persons död.
Den svenska lagen förutsåg ursprungligen det klassiska brottet frivillig skada med ett oönskat dödligt resultat (Kap . XIV , § 4 , 5: mord "praeter intention" beyond intention: uttryck för det illiberala kriteriet "Qui in re illicita versatur, tenetur etiam pro casu"): typ av brott som fortfarande finns kvar i vissa brottssystem, inklusive den tyska strafflagen (art. 227 stgb), den italienska strafflagen (art. 584 c.p.) och den franska strafflagen (art. 222-7 c.p.). Men med tanke på att det enhetliga målet är oförenligt av dråp med principen om subjektiv skuld, har den svenska lagstiftaren imiterat den schweiziska lagen genom att upphäva avgiftsmodellen för objektivt ansvar:  att ersätta det enda fallet av dråp med två typer av brott i konkurrens med varandra: brottet frivillig skada (5 § Brottsbalk)  och dråp (7 §   Brottsbalk). 

## Sverige
Enligt 3 kap. 7 § brottsbalken döms man för vållande av annans död till upp till två års fängelse för brottet eller till böter om brottet anses ringa. Om brottet anses grovt skall fängelsestraffet bli mellan ett och sex år. Försök till vållande av annans död är inte straffbart.
Brottet skiljer sig från våldsbrotten mord, dråp och misshandel genom att oaktsamhet är tillräckligt för straffansvar. Det är därmed ett oaktsamhetsbrott. Förarbetena till lagen anger att "Såvitt gäller vållande till annans död kan brottet vara av detta slag till exempel när någon utövat dödligt våld mot annan men saknat uppsåt till hans eller hennes död eller när en nykter bilförare gjort sig skyldig till ett så utpräglat risktagande att han eller hon kan anses ha varit i det närmaste helt likgiltig för konsekvenserna utan att uppsåt förelegat.". Vållande till annans död (grovt brott), begås i många fall tillsammans med misshandelsbrott eller andra brott mot person. 
Vid bedömande av om brottet är grovt skall enligt lagtexten särskilt beaktas
1. om gärningen har innefattat ett medvetet risktagande av allvarligt slag, eller
2. om gärningsmannen, när det krävts särskild uppmärksamhet eller skicklighet, har varit påverkad av alkohol eller något annat medel eller annars gjort sig skyldig till en försummelse av allvarligt slag.

## Finland
Det motsvarande brottet kallas i Finland för dödsvållande. Enligt 21 kap. 8 § strafflagen döms man till upp till två års fängelse för brottet eller till böter. Om brottet är grovt stadgas i 21 kap. 9 § att straffet skall bli mellan fyra månader och sex år fängelse.

## USA och Storbritannien
I USA och Storbritannien kallas det för involuntary manslaughter. Straffen är i USA normalt klart hårdare än i Sverige. Dödande av fotgängare vid rattfylleri kan ge många års fängelse. Namnet liknar voluntary manslaughter, vilket ligger i gränslandet mellan ett dödande genom oaktsamhet, t. ex. grov misshandel som vållar (utan uppsåt) den andres död, och dråp (vilket är ett uppsåtsbrott) i Sverige.